# Аскарали
Аскарали́ (каз. Асқаралы) — село у складі Жарминського району Абайської області Казахстану. Входить до складу Карасуського сільського округу.
Населення — 93 особи (2021; 209 у 2009, 318 у 1999, 265 у 1989).
Національний склад станом на 1989 рік:
- казахи — 100 %